# Estrongiloidiasis
La estrongiloidiasis es una parasitosis intestinal tisular, causada por el nematodo Strongyloides stercoralis. Es una enfermedad humana importante en personas inmunodeficientes.

## Epidemiología
La duración del ciclo es de aproximadamente 1 mes, la longevidad del parásito adulto de unos 3 meses. El período prepatente dura de 25 a 30 días y el período de incubación, 5 días.
- Fuente de transmisión parasitaria o reservorio: hombre infectado (duodeno).
- Forma parasitaria de eliminación: larva rabditoide (L2)
- Puerta de salida: ano
- Medio de eliminación: heces
- Medio de evolución: suelo y/o intestino
- Forma parasitaria infectante: larvas filariforme (L3)
- Medio de penetración: penetración activa transcutánea.
- Puerta de entrada: piel
- Hospedador susceptible: hombre sano

## Etiología y ciclo vital

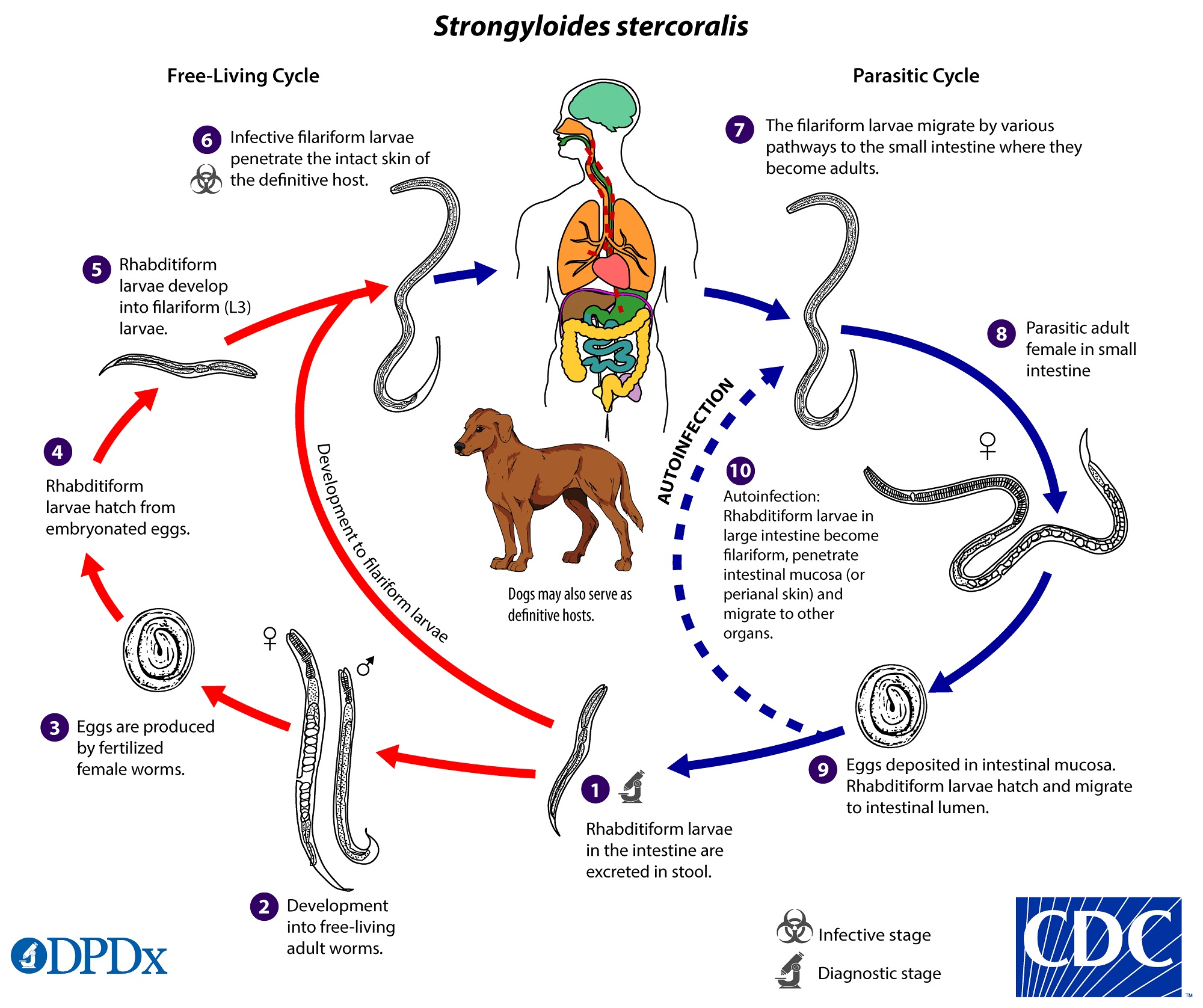
Ciclo de vida de Strongyloides

La estrongiloidiasis es una geohelmintiasis muy común y cosmopolita con predominio subtropical, tropical, húmedo y cálido. El hombre se infecta por la penetración de su piel al estar en contacto (manos, pies y espalda) por la larva en estadio filariforme (L3), asociado con malos hábitos higiénicos y precariedad socioeconómica. Posterior a la penetración por vía cutánea el parásito realiza el ciclo de Loos, a través del torrente sanguíneo llega a los pulmones y atraviesan la pared del alvéolo, ascienden por el árbol respiratorio y son deglutidas, llegando al tracto digestivo donde la larva alcanzará su estadio adulto y podrá replicar el ciclo biológico del parásito.
Una particularidad de este parásito es que puede producirse autoinfección, es decir, los gusanos adultos que se encuentran inmersos en las vellosidades intestinales, producen larvas rabditiformes (250 µm de largo) que van hacia la luz intestinal a partir de la cual pueden tomar dos vías: una de ellas es que se eliminen con las heces y cumplan con un ciclo en el suelo, en donde estas adquirirán la capacidad de ser infecciosas al contacto percutáneo; y otra, es que de forma directa muden en la luz intestinal, se conviertan en larvas filariformes con capacidad de atravesar la pared intestinal y realicen el ciclo de Loos nuevamente.
Los gusanos machos son muy pocos, pero las hembras pueden dividirse por partenogénesis.

## Patología
Las larvas causan traumatismo, daños mecánicos e inflamatorios en la piel, mucosa intestinal y pulmón en su tránsito por estos órganos.  
- Piel: dermatitis, pápula, eritema, erosión, inflamación, úlceras e infecciones secundarias (bacteriana, por ejemplo).
- Pulmón: pequeñas hemorragias, erosiones inflamatorias.

## Síntomas
Muy a menudo (cerca del 50%) las personas afectadas por esta infestación son asintomáticos. En especial, la infección crónica produce:
- Ardor, urticaria y/o prurito en el o los punto(s) de penetración de la larva, especialmente en la espalda, nalgas y muñecas.[1]
- Neumonitis o Síndrome de Loeffler: causada por una reacción alérgica a las larvas en su tránsito por el pulmón.

- Tos, fiebre, ronquera, faringitis, náuseas, vómitos y notable eosinofilia.
- Síntomas gastrointestinales.

- Dolor abdominal (periumbilical) tipo cólico, diarrea, mareo, tumoración móvil e indolora, migraciones espontáneas por boca o ano, duodenitis y síndrome diarréico intermitente.
- Otros síntomas.

- Hemorragias digestivas, pérdida de peso, colitis crónica leve, eosinofilia.
- Complicaciones de particular importancia en inmunosuprimidos.

- Ileo paralítico, obstrucción intestinal, colitis pseudomembranosa, pancreatitis, meningitis, sepsis, malabsorción, enteritis, sepsis por gram negatiovos, Neumonía,

## Diagnóstico
El diagnóstico suele ser muy difícil, se requieren pruebas especializadas, y a menudo se necesitan repetir muchas veces:
- Examen de heces; método de Baermann.

- Aspiración/Biopsia de contenido duodenal, que se hace temprano en la mañana antes de comer.

- Prueba de inmunosorbencia ligada a enzimas en busca de Anticuerpos contra antígenos de Strongyloides.

Las referencias clínicas y epidemiológicas completo determinarán un correcto diagnóstico diferencial pues simula cáncer gástrico. El examen parasitológico directo, y por sedimentación (método de Baermann), inmunología, ELISA y anticuerpos fluorescentes conducen a un diagnóstico definitivo de la parasitosis.

## Tratamiento
Los antiparasitarios ivermectina, albendazol y tiabendazol son eficaces contra los parásitos causantes de la enfermedad. Los pamoato de Oxantel y de pirantel son también usados en ciertos casos que amerite. 